# جو لوله‌کش

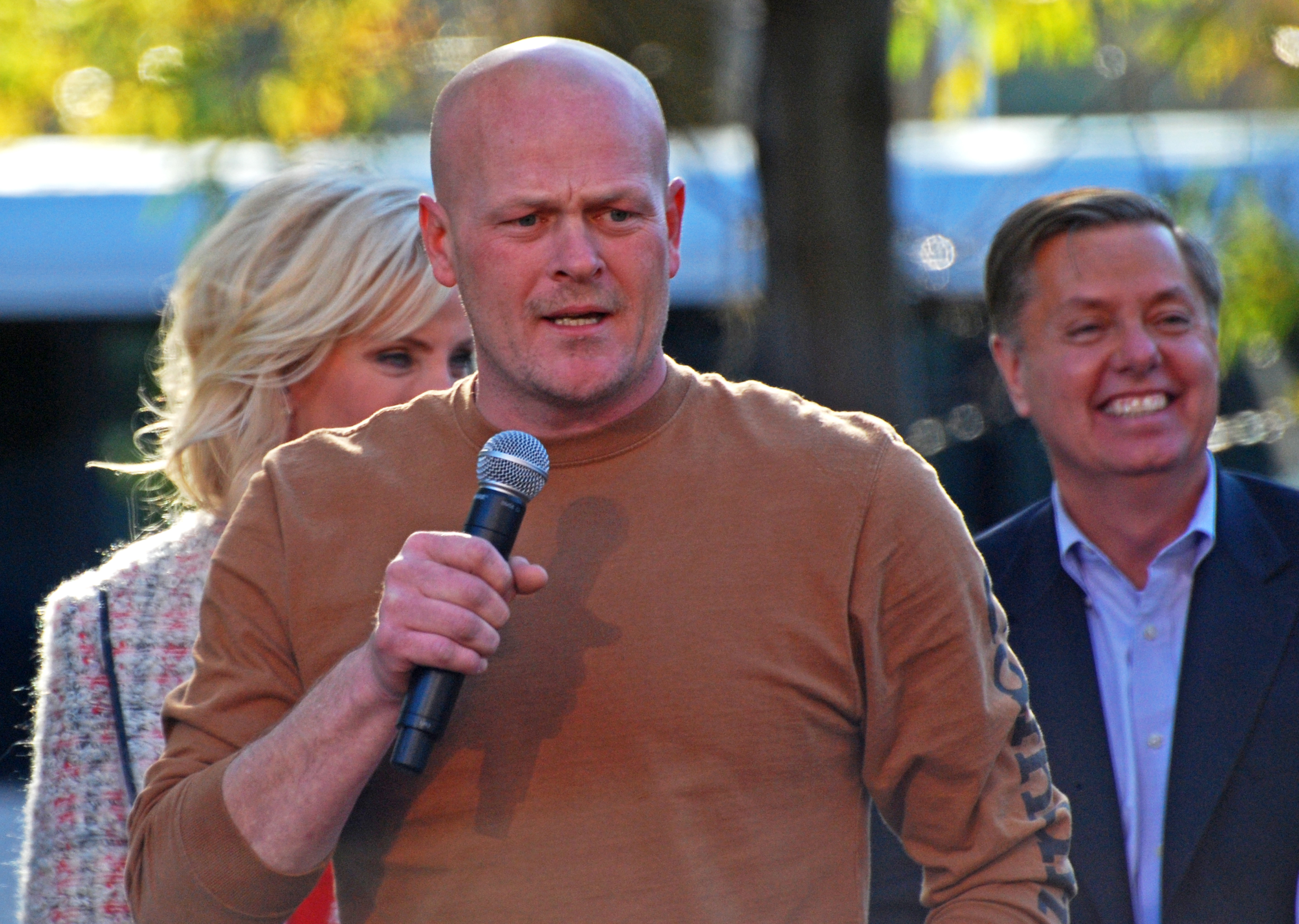
جو لوله‌کش

جو لوله‌کش اسم مستعار ساموئل جوزف ورزلبکر، زادهٔ ۳ دسامبر ۱۹۷۳ – درگذشتهٔ ۲۷ اوت ۲۰۲۳) لوله‌کش آمریکایی و فعال سیاسی محافظه کار اهل اوهایو است که در هیاهوی مبارزات انتخابات ریاست‌جمهوری ایالات متحده آمریکا (۲۰۰۸) به عنوان نمادی از خواسته‌های طبقه متوسط پایین آمریکا معرفی شد.
جو ورزلبکر در جریان سفر انتخاباتی باراک اوباما به ایالت اوهایو از سیاست‌های مالیاتی اوباما در قبال تجارت‌های کوچک سؤال کرده بود. پاسخ اوباما حاوی جمله ای با مضمون «اگر ثروت را در بین مردم پخش کنیم، به نفع همه است» بود که از طرف محافظه کاران به نوعی «طرفداری از سوسیالیسم» تعبیر شد و مورد انتقاد شدید قرار گرفت. سناتور جان مک‌کین، رقیب جمهوری‌خواه انتخاباتی باراک اوباما، سیاست‌های مالیاتی او را به ضرر فرصت‌های کارآفرینی برای سرمایه‌گذاران کوچک معرفی می‌کند و بارها در سخنرانی‌ها و آگهی‌های رادیو- تلویزیونی خود از جو لوله‌کش به عنوان نماد طبقه متوسط آمریکا استفاده کرده است.
جو ورزلبکر در انتخابات سال ۲۰۱۲ مجلس نمایندگان به عنوان نامزد جمهوری‌خواه حوزه انتخابیه نهم اوهایو وارد رقابت انتخاباتی شد، اما در برابر نماینده دمکرات مرکی کپتور شکست خورد. ورزلبکر حامی سرسخت آزادی اسلحه، ایجاد حصار الکتریکی در مرزها جهت مقابله با مهاجرت غیرقانونی و کاهش مالیات است، و در حال حاضر وبگاهی در جهت مواضع سیاسی اش را (به نام جو لوله‌کش) اداره می‌کند. وی بلافاصله بعد از حادثه تیراندازی ایسلا ویستا ۲۰۱۴ در نزدیکی دانشگاه کالیفرنیا، سانتا باربارا که به کشته شدن ۷ دانشجو منجر شد، نامه‌ای به والدین دانشجویان کشته شده نوشت که حاوی پیام زیر بود: «به همان اندازه که ممکن است برای شما دردناک باشد، کشته شدن کودکان شما، حقوقی را که قانون اساسی به من می‌دهد محدود نمی‌کند. ما همچنان قادریم اسلحه حمل کنیم. هر احساسی را که در راستای گرفتن اسلحه از من دارید، دور بریزید.»
او در سال ۲۰۲۲ به سرطان پانکراس مبتلا شد و سرانجام در ۲۷ اوت ۲۰۲۳ و در سن ۴۹ سالگی در خانه‌ای در ایالت ویسکانسین درگذشت.